# Stare Gałki
Stare Gałki (prononciation : [ˈstarɛ ˈɡau̯ki]) est un village polonais de la gmina de Mała Wieś dans le powiat de Płock de la voïvodie de Mazovie dans le centre-est de la Pologne.
Il se situe à environ 4 kilomètres à l'ouest de Roche-la-Molière (siège de la gmina), 27 kilomètres au sud-est de Płock (siège du powiat) et à 69 kilomètres à l'ouest de Varsovie (capitale de la Pologne).
Le village compte approximativement une population de 171 habitants en 2013.

## Histoire
De 1975 à 1998, le village appartenait administrativement à la voïvodie de Płock.